# 條件評估法
條件評估法（Contingent Valuation Method），又稱「假設市場評價法」、「條件評價法」，是一種經濟價值評估方法，屬於直接評估法。常用以評估自然資源、環境品質、文化資產或公共建設等因市場不存在或市場資訊不足而無法估計之價值或效益。所評估之效益包含使用價值、選擇價值、存在價值及遺贈價值。
透過問卷調查，以建立一個假設性市場，並直接訪問受訪者對於某非市場財貨的最高願付金額（Willingness-to-pay, WTP）或最低接受金額（Willingness-to-accept, WTA）的方式評估人們對此財貨的評價或偏好。

## 經濟價值評估方法
依照經濟學理論，經濟價值評估方法主要有兩種，一為以觀察民眾的行為來間接評估非市場財貨的價值的「間接評估法」（Indirect Valuation Approach），其中常用的方法包括「旅行成本法」（Travel Cost Method）和「特徵價格法」 （Hedonic Price Method）。另一種為直接向民眾詢問有關非市場財貨的價值的「直接評估法」（Direct Valuation Approach）。
直接評估法常用的方法包括「條件排序法」（Contingent Ranking Method）與「條件評估法」（Contingent Valuation Method, CVM）。

## 歷史發展
最開始於1947年由Ciriacy Watrup提出使用「直接訪問法」估計自然資源的價值；但直至1963年，美國哈佛大學Davis才將條件評估法實際應用於評估美國緬因州森林遊憩區之遊憩價值。

## 調查及評估方法
首先建立假設性市場，包括說明欲評估的非市場財貨及建構可能發生情境；接著利用向受訪者直接詢問的方法得出此財貨的價值；完成問卷收集後估計WTP、WTA的平均值或中位數，而後估計競價曲線；最後整合資料，除主要的願付金額相關問題以外，受訪者特質，如年齡、教育程度、所得等，亦為評估結果的重要參考資料。在樣本選取方面，一般分為使用者（users）與非使用者（nonuesrs）或使用者、潛在使用者（potential users）與非使用者兩種。

### 主要的詢價方式
1. 開放式問答（open-ended questionnaire）
2. 逐步競價法（sequential bids method / iterative bidding method）
3. 支付卡方式（payment card）；
4. 封閉式問答（closed-ended questionnaire），或稱二分選擇法（dichotomous choice method）；

而後又由二分選擇法延伸發展出雙界二分選擇法。
其中二分選擇的問卷較易於受訪者回答，且符合一般消費者在「買」與「不買」之間抉擇的情況。

### 資料偏誤
條件評估法常見之偏誤有

1. 假設偏誤（Hypothetical Bias）；
2. 策略性偏誤（Strategic Bias）；
3. 問卷設計偏誤（Questionnaire Design Bias），包含起始點偏誤、訊息偏誤、支付工具偏誤、訪員偏誤、預算限制偏誤、心理計算偏誤、未回答偏誤；
4. 嵌入偏誤（Embedding Bias），包含範圍效果、次加總效果及次序偏誤，又稱次序效果、問題次序效果。[4]

## 優缺點
條件評估法與其他非市場財貨估價法最大不同點在於其可估計包含使用價值及非使用價值，但也易因問卷設計不夠嚴謹或訪問者講述假設市場及情況不夠明確而造成結果的偏誤。

## 應用範圍
目前較常應用於保存文化資產、維護自然環境的價值估算。
較為著名的使用案例為艾克森石油公司的超級油輪瓦爾迪茲（Exxon Valdez）漏油事件對環境造成的嚴重傷害。
1989年3月撞上阿拉斯加的威廉王子海峽，1100萬加侖的原油滲漏入海。美國國家海洋與大氣管理局（NOAA）雇用兩個諾貝爾獎得主肯尼斯．阿羅與羅勃．索羅（Robert Solow）共同擔任一個小組的主席，這個小組的工作是衡量假設市場評估法。
報告結論是：「假設市場評估研究所能產生可信的預估值，足以成為破壞評估（包括損失的被動使用價值）的審判過程之起點。」

## 外部連結
假設市場評價法，條件評估法。環境科學大辭典。 （页面存档备份，存于）